# Lijst van oorlogsmonumenten in Nijmegen
De Nederlandse gemeente Nijmegen heeft 72 oorlogsmonumenten. Hieronder een overzicht.
| Nr.                             | Object                                                                  | Herdachte groep | Ontwerper                                                                                        | Onthulling        | Type               | Locatie                                      | Plaats   | Coördinaten                   | Foto                                                                    |
| ------------------------------- | ----------------------------------------------------------------------- | --- | ------------------------------------------------------------------------------------------------ | ----------------- | ------------------ | -------------------------------------------- | -------- | ----------------------------- | ----------------------------------------------------------------------- |
| 1109                            | Monument in het politiebureau                                           | burgerslachtoffers, verzet Nederland | Pieter d' Hont                                                                                   | 1946              | reliëf             | Stieltjesstraat 1, 6511 AB                   | Nijmegen | 51° 50' 42" NB, 5° 51' 18" OL | Meer afbeeldingen                                                       |
| 1110                            | Monument in het stadhuis                                                | verzet Nederland | Jac Maris                                                                                        | 1947              | reliëf             | Burchtstraat, 6511 RA                        | Nijmegen | 51° 50' 48" NB, 5° 52' 1" OL  | Monument in het stadhuis                                                |
| 1385                            | We do remember                                                          | geallieerde militairen |                                                                                                  | 7 mei 1980        | boom en plaquette  | Voerweg, 6511 RT                             | Nijmegen | 51° 50' 53" NB, 5° 52' 19" OL | Meer afbeeldingen                                                       |
| 1391                            | Monument in het Hunnerpark                                              | geallieerde militairen |                                                                                                  |                   | overig             | Hunnerpark, 6511                             | Nijmegen | 51° 50' 47" NB, 5° 52' 21" OL | Meer afbeeldingen                                                       |
| 1392                            | Gedenksteen Jan van Hoof (Joris Ivensplein)                             | verzet Nederland |                                                                                                  | 19 september 1945 | gedenksteen        | Joris Ivensplein, 6511 XK                    | Nijmegen | 51° 50' 55" NB, 5° 51' 25" OL | Meer afbeeldingen                                                       |
| 1394                            | Monument voor Britse Militairen                                         | geallieerde militairen |                                                                                                  |                   | zuil               | Burg. Daleslaan 35, 6532 CL                  | Nijmegen | 51° 49' 13" NB, 5° 50' 5" OL  | Monument voor Britse Militairen                                         |
| 1396                            | Gedenksteen Jan van Hoof (Waalbrug)                                     | verzet Nederland | Jac Maris                                                                                        | 18 september 1945 | reliëf             | Waalbrug                                     | Lent     | 51° 51' 9" NB, 5° 52' 16" OL  | Meer afbeeldingen                                                       |
| 1410                            | Verzetsmonument                                                         | verzet Nederland | Ben van Pinxteren                                                                                | 12 september 1987 | beeld/sculptuur    | Bart Hendriksstraat t.o. 9, 6523 RA          | Nijmegen | 51° 49' 45" NB, 5° 52' 39" OL | Meer afbeeldingen                                                       |
| 1412                            | Monument op de R.K. begraafplaats                                       | burgerslachtoffers |                                                                                                  |                   | kapel              | Daalseweg, 6521 GE                           | Nijmegen | 51° 50' 17" NB, 5° 52' 33" OL | Meer afbeeldingen                                                       |
| 1413                            | Titus Brandsma-monument                                                 | burgerslachtoffers | P. Dijkema, Frans Verhaak                                                                        |                   | kapel              | Kroonstraat 148, 6511 DX                     | Nijmegen | 51° 50' 49" NB, 5° 51' 34" OL | Meer afbeeldingen                                                       |
| 1417                            | Monument bij de St. Stevenstoren                                        | burgerslachtoffers | Mari Andriessen                                                                                  | 17 september 1959 | beeld/sculptuur    | Sint-Stevenskerkhof, 6511 VZ                 | Nijmegen | 51° 50' 30" NB, 5° 51' 31" OL | Meer afbeeldingen                                                       |
| 1423                            | Monument op de Joodse begraafplaats                                     | vervolgden Nederland |                                                                                                  | 17 oktober 1948   | plaquette          | Kwakkenbergweg 1, 6523 MJ                    | Nijmegen | 51° 49' 50" NB, 5° 52' 59" OL | Monument op de Joodse begraafplaats                                     |
| 1424                            | Jan van Hoofmonument                                                    | verzet Nederland | Marius van Beek                                                                                  | 17 september 1954 | beeld/sculptuur    | Keizer Traianusplein, 6511 TH                | Nijmegen | 51° 50' 42" NB, 5° 52' 28" OL | Meer afbeeldingen                                                       |
| 1426                            | Monument aan de Waalkade                                                | verzet Nederland |                                                                                                  | 16 mei 1992       | plaquette          | Waalkade, 6511 XP                            | Nijmegen | 51° 51' 1" NB, 5° 51' 30" OL  | Meer afbeeldingen                                                       |
| 1427                            | Monument op Plein 1944                                                  | militairen in dienst van het Ned. Kon. 1940-1945 | Jac Maris                                                                                        | 5 mei 1951        | beeld/sculptuur    | Plein 1944, 6511 JB                          | Nijmegen | 51° 50' 44" NB, 5° 51' 47" OL | Meer afbeeldingen                                                       |
| 1428                            | Jonkerbos War Cemetery                                                  | geallieerde militairen |                                                                                                  |                   | begraafplaats/graf | Burg. Daleslaan 35, 6532 CL                  | Nijmegen | 51° 49' 13" NB, 5° 50' 5" OL  | Meer afbeeldingen                                                       |
| 1558                            | De Oversteek                                                            | geallieerde militairen | Marius van Beek                                                                                  | 18 september 1984 | zuil               | Oosterhoutsedijk, 6663 KS                    | Lent     | 51° 51' 49" NB, 5° 50' 50" OL | Meer afbeeldingen                                                       |
| 1559                            | Bevrijdingsmonument                                                     | algemeen, geallieerde militairen | Jan Schoenmakers                                                                                 | 20 september 1969 | beeld/sculptuur    | Laauwikstraat to 22, 6663 CD                 | Lent     | 51° 51' 50" NB, 5° 51' 57" OL | Meer afbeeldingen                                                       |
| 1560                            | Monument 'Huize St.-Joseph'                                             | overig |                                                                                                  | 24 november 1947  | plaquette          | Lentse Schoolstraat 1, 6663 CN               | Lent     | 51° 50' 17" NB, 5° 51' 30" OL | Monument 'Huize St.-Joseph'                                             |
| 2334                            | Plaquette in het NS-station                                             | burgerslachtoffers | Ir. H.G.J. Schelling, dhr. Winkelman                                                             | 21 december 1948  | plaquette          |                                              | Nijmegen | 51° 50' 30" NB, 5° 51' 31" OL | Meer afbeeldingen                                                       |
| 2357                            | Herinneringswand                                                        | burgerslachtoffers | Montse Hernández i Sala (1950)                                                                   | 20 december 2001  | overig             | Raadhuishof, 6511 PW                         | Nijmegen | 51° 50' 46" NB, 5° 51' 58" OL | Meer afbeeldingen                                                       |
| 2358                            | De schommel                                                             | burgerslachtoffers | Henk Visch                                                                                       | 11 oktober 2000   | overig             | Raadhuishof, 6511 PW                         | Nijmegen | 51° 50' 46" NB, 5° 51' 58" OL | Meer afbeeldingen                                                       |
| 2359                            | Joods monument                                                          | vervolgden Nederland | Paul de Swaaf                                                                                    | 4 mei 1995        | beeld/sculptuur    | Kitty de Wijzeplaats, 6511 WJ                | Nijmegen | 51° 50' 55" NB, 5° 51' 45" OL | Meer afbeeldingen                                                       |
| 2459                            | Monument op het Grenadier Guardsviaduct                                 | geallieerde militairen, overig |                                                                                                  | 18 september 1994 | plaquette          | Grenadier Guardsviaduct                      | Nijmegen | 51° 50' 55" NB, 5° 52' 21" OL | Meer afbeeldingen                                                       |
| 2513                            | Eregraf voor Jan van Hoof                                               | burgerslachtoffers, verzet Nederland |                                                                                                  |                   | begraafplaats/graf | Daalseweg 138, 6521 GR                       | Nijmegen | 51° 50' 17" NB, 5° 52' 33" OL | Meer afbeeldingen                                                       |
| 2876                            | Oorlogsmonument                                                         | burgerslachtoffers | Remy Kruytzer                                                                                    | 19 februari 2005  | gedenksteen        | Graafseweg 419, 6532 ZR                      | Nijmegen | 51° 49' 55" NB, 5° 49' 58" OL | Meer afbeeldingen                                                       |
| 3221                            | Plaquette in het postkantoor                                            | burgerslachtoffers, vervolgden Nederland | Thees Meesters                                                                                   |                   | plaquette          | Van Schevichavenstraat 1, 6511 LM            | Nijmegen | 51° 50' 37" NB, 5° 51' 56" OL | Plaquette in het postkantoor                                            |
| 3250                            | Drieluik in het stadhuis                                                | burgerslachtoffers |                                                                                                  | 2000              | plaquette          | Raadhuishof, 6511 PW                         | Nijmegen | 51° 50' 46" NB, 5° 51' 59" OL | Drieluik in het stadhuis                                                |
| 3322                            | Indië-monument (2)                                                      | burgers voormalig Nederlands-Indië | Joyce Bloem                                                                                      | 14 augustus 2007  | plaquette          | Burchtstraat 20, 6511 PP                     | Nijmegen | 51° 50' 49" NB, 5° 51' 57" OL | Meer afbeeldingen                                                       |
| 3323                            | Indië-monument (1)                                                      | militairen in dienst van het Ned. Kon. na 1945 |                                                                                                  |                   | plaquette          | Burchtstraat 20, 6511 PP                     | Nijmegen | 51° 50' 49" NB, 5° 51' 57" OL | Meer afbeeldingen                                                       |
| 3355                            | Plaquette in Universiteitsgebouw de Aula                                | verzet Nederland, vervolgden Nederland, burgerslachtoffers                                                                                                   |                                                                                                  |                   | plaquette          | Comeniuslaan 2, 6525 HP                      | Nijmegen | 51° 49' 14" NB, 5° 51' 26" OL | Plaquette in Universiteitsgebouw de Aula                                |
| 3414                            | Plaquette 'De Oversteek'                                                | geallieerde militairen |                                                                                                  | 20 september 2007 | plaquette          | Generaal James Gavensingel                   | Nijmegen | 51° 51' 35" NB, 5° 50' 33" OL | Meer afbeeldingen                                                       |
| 3474                            | Plaquette in het Waterkwartier                                          | burgerslachtoffers |                                                                                                  | 18 februari 2010  | plaquette          | Biezenstraat 149, 6541 ZS                    | Nijmegen | 51° 50' 58" NB, 5° 50' 34" OL | Meer afbeeldingen                                                       |
| 3514                            | Titus Brandsma Gedachteniskerk                                          | verzet Nederland | B.J.C Claase (kerk) Jos Mertens (plaquette) Arie Trum (wandpanelen) Coen Tuerlings (wandpanelen) | 1 maart 2004      | kapel              | Stijn Buysstraat 11, 6512 CJ                 | Nijmegen | 51° 50' 24" NB, 5° 51' 32" OL | Meer afbeeldingen                                                       |
| 3516                            | Monument voor Titus Brandsma                                            | verzet Nederland | Gerard Mathot                                                                                    | 1985              | beeld/sculptuur    | Thomas van Aquinostraat 8, 6525 GD           | Nijmegen | 51° 49' 8" NB, 5° 51' 46" OL  | Meer afbeeldingen                                                       |
| 3536                            | Plaquettes bij de Gedeputeerdenplaats                                   | geallieerde militairen |                                                                                                  |                   | plaquette          | Burchtstraat 20, 6511 PP                     | Nijmegen | 51° 50' 49" NB, 5° 51' 57" OL | Meer afbeeldingen                                                       |
| 3737                            | Monument voor Ivan William Cain                                         | burgerslachtoffers, geallieerde militairen |                                                                                                  | 6 oktober 2012    | gedenksteen        | Pastoor Wichersstraat, 6525                  | Nijmegen | 51° 48' 42" NB, 5° 52' 1" OL  | Meer afbeeldingen                                                       |
| 3871                            | Monument in het Truus Mastpark                                          | burgerslachtoffers |                                                                                                  | 11 september 1994 | gedenksteen        | Van Beethovenstraat 6, 6521 EN               | Nijmegen | 51° 50' 14" NB, 5° 52' 27" OL | Meer afbeeldingen                                                       |
| 3872                            | Plaquette voor het Nijmeegs Verzet                                      | Verzet Nederland | Stichting Nox, gedicht van Victor Vroomkoning                                                    | 4 mei 2010        | plaquette          | Sint Stevenskerkhof, 6511 VZ                 | Nijmegen | 51° 50' 53" NB, 5° 51' 44" OL | Meer afbeeldingen                                                       |
| 3873                            | Plaquette voor Dr. Daniël van Vught                                     | Verzet Nederland | van Brom edelsmeden te Utrecht                                                                   | 22 mei 1951       | plaquette          | Weg door Jonkerbos 100, 6532 SZ              | Nijmegen |                               |                                                                         |
| 3874                            | Namenmonument Joodse slachtoffers                                       | Vervolgden Nederland |                                                                                                  | 26 april 2015     | plaquette          | Kitty de Wijzeplaats, 6511 WJ                | Nijmegen | 51° 50' 55" NB, 5° 51' 45" OL | Meer afbeeldingen                                                       |
| 3875                            | Plaquette voor Peter Will                                               | Verzet Nederland |                                                                                                  | 13 april 1946     | plaquette          | Havenweg 2, 6541 AD                          | Nijmegen | 51° 51' 6" NB, 5° 51' 5" OL   | Plaquette voor Peter Will                                               |
| 3876                            | Herdenkingsraam franciscanenklooster                                    | algemeen | Joan Collette                                                                                    | 8 november 1947   | glas-in-loodraam   | Vermeerstraat 7, 6521 LT                     | Nijmegen | 51° 50' 22" NB, 5° 52' 39" OL | Herdenkingsraam franciscanenklooster                                    |
| 3877                            | Gedenksteen voor de omgekomen personeelsleden van Zeepfabriek Dobbelman | burgerslachtoffers |                                                                                                  |                   | gedenksteen        | Graafsedwarsstraat 14, 6512 ES               | Nijmegen | 51° 50' 20" NB, 5° 51' 16" OL | Gedenksteen voor de omgekomen personeelsleden van Zeepfabriek Dobbelman |
| 3878                            | Monument voor gevallen Canisianen                                       | Vervolgden Nederland, Verzet Nederland, Burgerslachtoffers, Militairen in dienst van het Ned. Kon. 1940-1945, Militairen in dienst van het Ned. Kon. na 1945 | Jac Maris                                                                                        | 24 oktober 1947   | zuil               | Berg en Dalseweg 207, 6522 BK                | Nijmegen | 51° 50' 20" NB, 5° 53' 10" OL |                                                                         |
| 3879                            | Herdenkingsraam Canisius College                                        | Algemeen | Pieter Barten                                                                                    | 1948              | glas-in-loodraam   | Berg en Dalseweg 207, 6522 BK                | Nijmegen | 51° 50' 15" NB, 5° 53' 6" OL  |                                                                         |
| 3881                            | Plaquette bombardement Krayenhofflaan                                   | burgerslachtoffers |                                                                                                  | 27 oktober 2013   | plaquette          | Krayenhofflaan 216, 6541 PZ                  | Nijmegen | 51° 50' 38" NB, 5° 50' 53" OL | Plaquette bombardement Krayenhofflaan                                   |
| 3882                            | Gedachtenisplaquette medewerkers Nyma                                   | burgerslachtoffers | Jos Meijers                                                                                      |                   | plaquette          | Kelfkensbos 59, 6511 TB                      | Nijmegen | 51° 50' 46" NB, 5° 52' 14" OL |                                                                         |
| 3883                            | Cross of Nails Sint Stevenskerk                                         | Geallieerde militairen |                                                                                                  | 1953              | plaquette en kruis | Sint Stevenskerkhof 62, 6511 VZ              | Nijmegen | 51° 50' 52" NB, 5° 51' 45" OL | Cross of Nails Sint Stevenskerk                                         |
| 3884                            | Herinneringskapel                                                       | burgersslachtoffers |                                                                                                  | 1945              | veldkapel          | Pastoor Wicherstraat 6, 6525 TN              | Nijmegen | 51° 48' 43" NB, 5° 51' 51" OL | Meer afbeeldingen                                                       |
| 3887                            | Plaquettes aan de spoorbrug                                             | Geallieerde militairen | Kees Hakvoort                                                                                    | 22 april 2009     | plaquette          |                                              | Lent     | 51° 51' 24" NB, 5° 51' 31" OL | Meer afbeeldingen                                                       |
| 3888                            | Herdenkingsplaquettes Stedelijk Gymnasium Nijmegen                      | Burgerslachtoffers |                                                                                                  |                   | plaquette          | Kronenburgersingel 269, 6511 AS              | Nijmegen | 51° 50' 48" NB, 5° 51' 21" OL |                                                                         |
| 3890                            | Plaquette Museum voor Pathologie en Anatomie                            | Burgerslachtoffers, Geallieerde militairen |                                                                                                  | 1947              | plaquette          | Geert Grooteplein Noord 21, 6525 EZ          | Nijmegen | 51° 49' 28" NB, 5° 51' 43" OL | Plaquette Museum voor Pathologie en Anatomie                            |
| 3891                            | Plaquette voor A.H. van der Lienden                                     | Militairen in dienst van het Ned. Kon. 1940-1945 |                                                                                                  |                   | plaquette          | Schependomlaan 85, 6543 XV                   | Nijmegen | 51° 50' 26" NB, 5° 49' 45" OL |                                                                         |
| 3905                            | Gedenkplaat Petrus Canisiuskerk                                         | Burgerslachtoffers | van Woerkom                                                                                      | 1948              | plaquette          | Molenstraat 37, 6511 HA                      | Nijmegen | 51° 50' 39" NB, 5° 51' 45" OL | Meer afbeeldingen                                                       |
| 3906                            | Herdenkingsregister bombardement 22 februari 1944                       | Burgerslachtoffers |                                                                                                  |                   | Register           | Molenstraat 37, 6511 HA                      | Nijmegen | 51° 50' 39" NB, 5° 51' 45" OL | Meer afbeeldingen                                                       |
| 3907                            | Gedenkplaten Maranathakerk                                              | Burgerslachtoffers |                                                                                                  | 20 september 1949 | plaquette          | Steenbokstraat 86, 6531 TH                   | Nijmegen | 51° 49' 33" NB, 5° 50' 53" OL | Gedenkplaten Maranathakerk                                              |
| 3915                            | Plaquette voor omgekomen torenwachters                                  | Verzet Nederland |                                                                                                  | 22 februari 2016  | plaquette          | Sint Stevenskerkhof 62, 6511 VZ              | Nijmegen | 51° 50' 52" NB, 5° 51' 45" OL | Meer afbeeldingen                                                       |
| 3948                            | Monument voor het Willemskwartier                                       | burgerslachtoffers |                                                                                                  | 28 september 2016 | gedenksteen        | Spiegelhof, 6531 BZ                          | Nijmegen | 51° 50' 4" NB, 5° 51' 7" OL   | Meer afbeeldingen                                                       |
| 3953                            | Plaquette voor de oorlogsslachtoffers van Hees                          | Burgerslachtoffers | Jef van Kuijk                                                                                    | 25 september 2016 | plaquette          | Schependomlaan 85, 6543 XV                   | Nijmegen | 51° 50' 26" NB, 5° 49' 45" OL | Plaquette voor de oorlogsslachtoffers van Hees                          |
| 4059                            | Gedenkbank Wiardi Beckman                                               | Verzet Nederland | Alphons ter Avest                                                                                | 15 maart 2016     | bank               | Batavierenweg                                | Nijmegen | 51° 50' 36" NB, 5° 52' 55" OL | Meer afbeeldingen                                                       |
| 4197                            | Crashmonument Hees                                                      | Burgerslachtoffers, Geallieerde militairen | Simone Weijs                                                                                     | 25 september 2019 | informatiezuil     | Schependomlaan 85, 6543 XV                   | Nijmegen | 51° 50' 26" NB, 5° 49' 45" OL | Meer afbeeldingen                                                       |
| 4470                            | plaquette bij sportvereniging ‘Quick 1888                               | Burgerslachtoffers, vervolgden Nederland, verzet Nederland, burgers voormalig Nederlands-Indië, militairen in dienst van het Ned. Kon. 1940-1945             |                                                                                                  | 3 mei 2022        | plaquette          | Dennenstraat 25, 6543 JP                     | Nijmegen | 51° 49' 53" NB, 5° 49' 25" OL | plaquette bij sportvereniging ‘Quick 1888                               |
| 4476                            | Bijna vergeten                                                          | Burgerslachtoffers | Marieke Thomassen en Geert Schiks                                                                | 30 september 2018 | reliëf             | Biesmanstraat, 6512 HH                       | Nijmegen | 51° 50' 18" NB, 5° 51' 17" OL | Bijna vergeten                                                          |
| 4477                            | Namenmonument Oorlogsdoden Daalseweg                                    | Burgerslachtoffers | Sjoerd de Vos                                                                                    | 22 februari 2020  | overige            | Begraafplaats Daalseweg 207, 6521 GJ         | Nijmegen | 51° 50' 23" NB, 5° 52' 25" OL | Meer afbeeldingen                                                       |
|                                 | Namen en gezichten van het bombardement op Nijmegen                     | Burgerslachtoffers |                                                                                                  | 10 september 2019 | plaquettes         | Emaushof, 6511 KT                            | Nijmegen | 51° 50' 48" NB, 5° 51' 59" OL | Meer afbeeldingen                                                       |
|                                 | Plaquette 'Albany helpt Nijmegen'                                       | |                                                                                                  | 18 september 2019 | plaquette          | Waalkade                                     | Nijmegen | 51° 50' 59" NB, 5° 51' 52" OL | Meer afbeeldingen                                                       |
|                                 | 'Bombardement'                                                          | burgerslachtoffers | Niels van Bunningen                                                                              | 2021              | sculptuur          | Zuiderkerktrappen                            | Nijmegen | 51° 50' 52" NB, 5° 51' 42" OL | 'Bombardement'                                                          |
|                                 | Monument voor de slachtoffers van de gifaanslagen, Honig 1943-44        | Slachtoffers van de gifaanslagen | Jef van Kuyk                                                                                     | 2021              | plaquette          | Achter de Honig/Waalbandijk 14-16, 6541 AJ   | Nijmegen | 51° 51' 14" NB, 5° 50' 50" OL | Monument voor de slachtoffers van de gifaanslagen, Honig 1943-44        |
|                                 | Plaquette voor Julian Aaron Cook                                        | geallieerde militairen |                                                                                                  | 20 september 2022 | plaquette          | wooncomplex Aaron, Theo Dobbestraat, 6663 RJ | Lent     |                               | Plaquette voor Julian Aaron Cook                                        |
|                                 | St Stevenskerk plaquette bombardement 22 februari 1944                  | |                                                                                                  |                   | plaquette          | Sint Stevenskerkhof 62, 6511 VZ              | Nijmegen |                               | St Stevenskerk plaquette bombardement 22 februari 1944                  |
| Dit oorlogsmonument op Wikidata | Stolpersteine                                                           | vervolgden Nederland. | Gunter Demnig                                                                                    |                   | relief             | Zie Lijst van Stolpersteine in Nijmegen      | Nijmegen |                               | Meer afbeeldingen                                                       |